# SAI Ambrosini P.512
Il SAI Ambrosini P.512 è stato il prototipo di un aereo monoplano bimotore da trasporto, derivato dall'aliante da trasporto Aeronautica Lombarda AL.12P prodotto dalla Società Aeronautica Italiana Ambrosini nel 1948.

## Tecnica
Costruito interamente in legno, aveva un'ala a sbalzo monolongherone costruita in un solo pezzo, di disegno semiellittico.
La fusoliera era in legno di sezione ellittica, costruita come un semiguscio; l'accesso del carico avveniva anteriormente previa rotazione della cabina di pilotaggio verso destra. Questa, inoltre, prevedeva due piloti posti in modo affiancato. Per l'accesso erano previsti portelli nella fusoliera più una botola di sicurezza posta sotto i sedili.
Il carrello d'atterraggio era fisso con gambe ammortizzate e carenate.
I motori erano due Alfa Romeo 115 ter. da 225 CV, collegati a due eliche bipala a passo variabile ed erano posti in corrispondenza delle ruote del carrello.